# وارسکا
وارسکا (به لاتین: Värska) یک منطقهٔ مسکونی در استونی است که در دهستان وارسکا واقع شده‌است. وارسکا ۴۴۳ نفر جمعیت دارد.

## نگارخانه

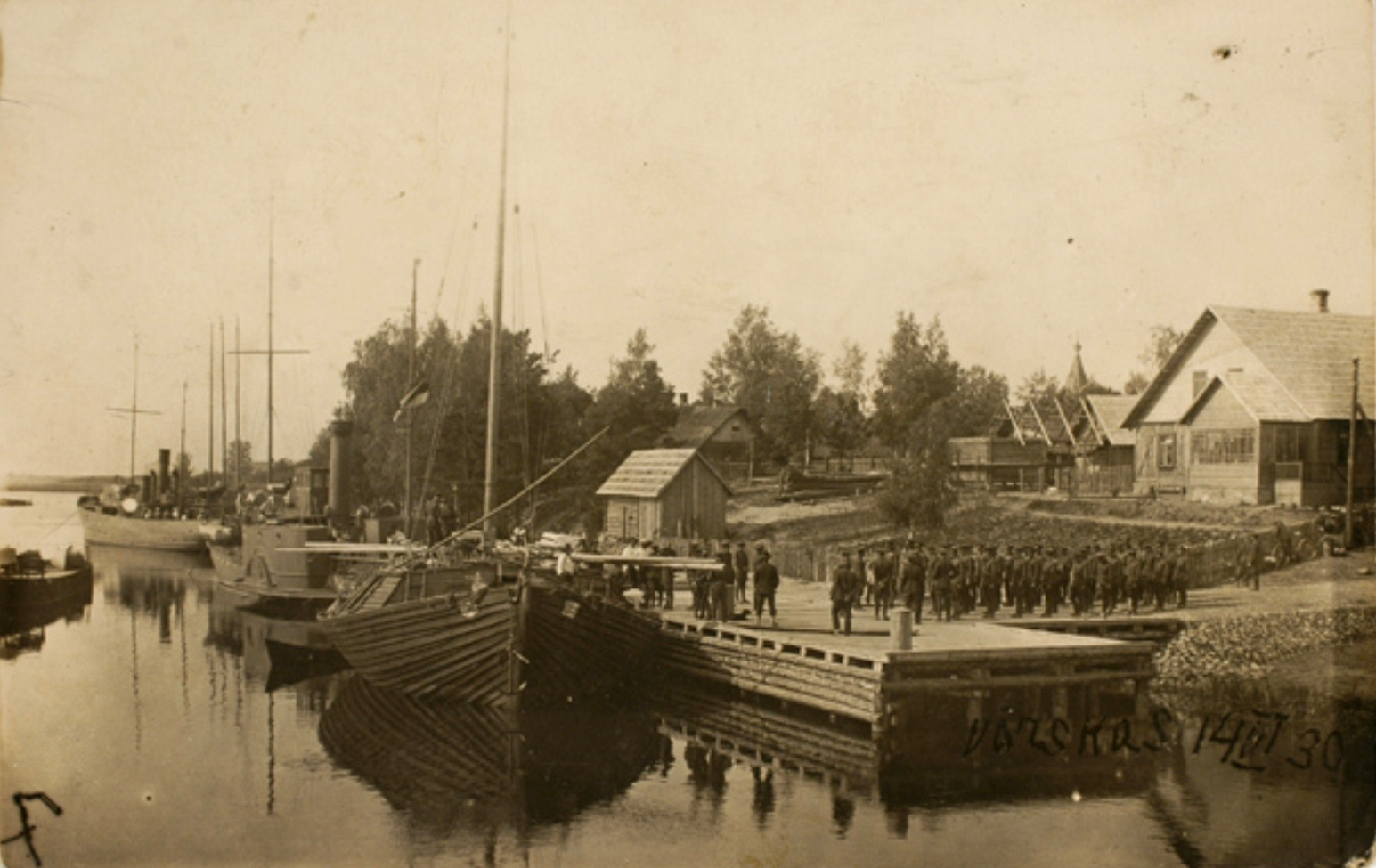
Värska harbour in 1930s
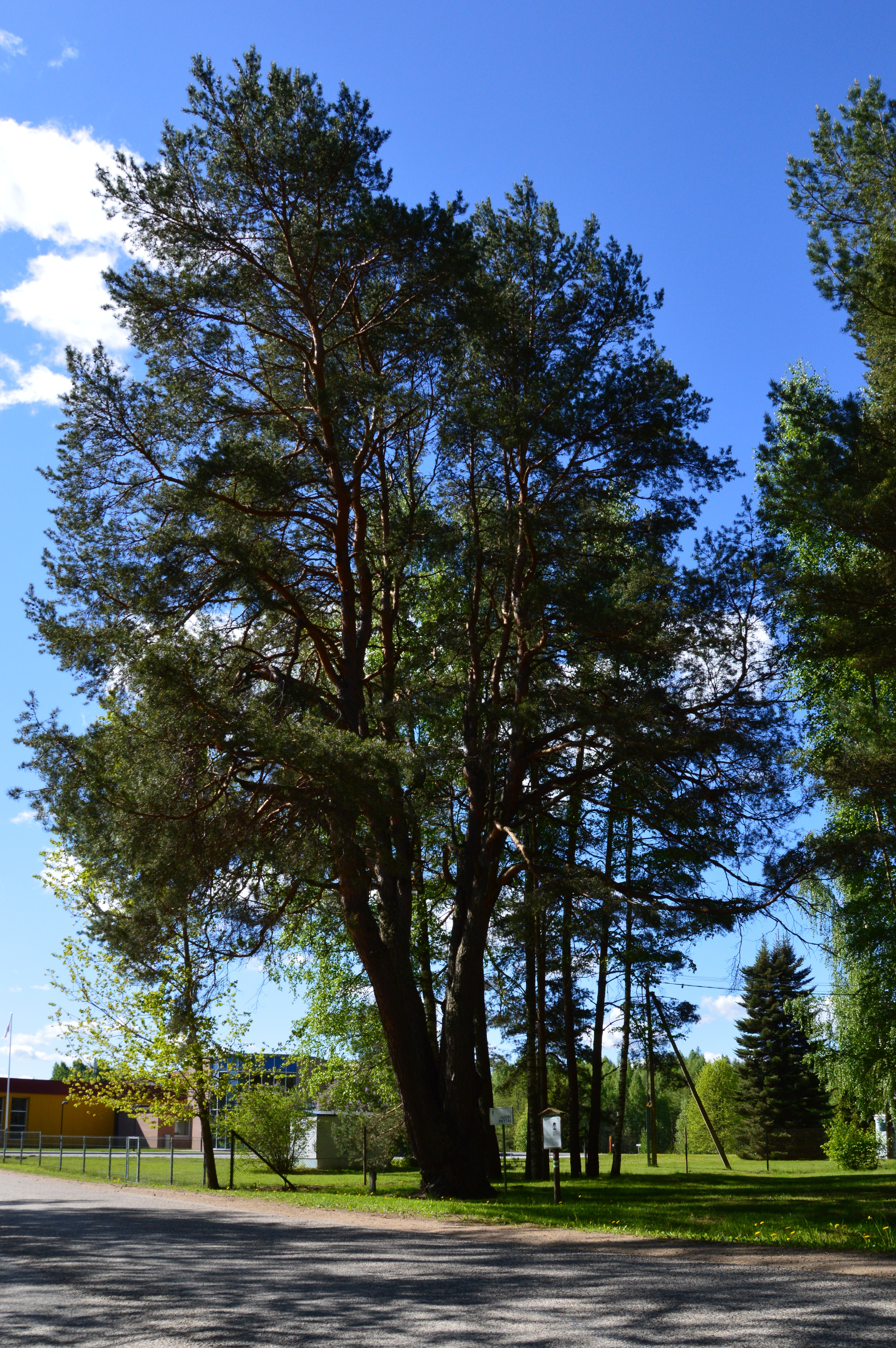
Verhulitsa Laudsi pettäi
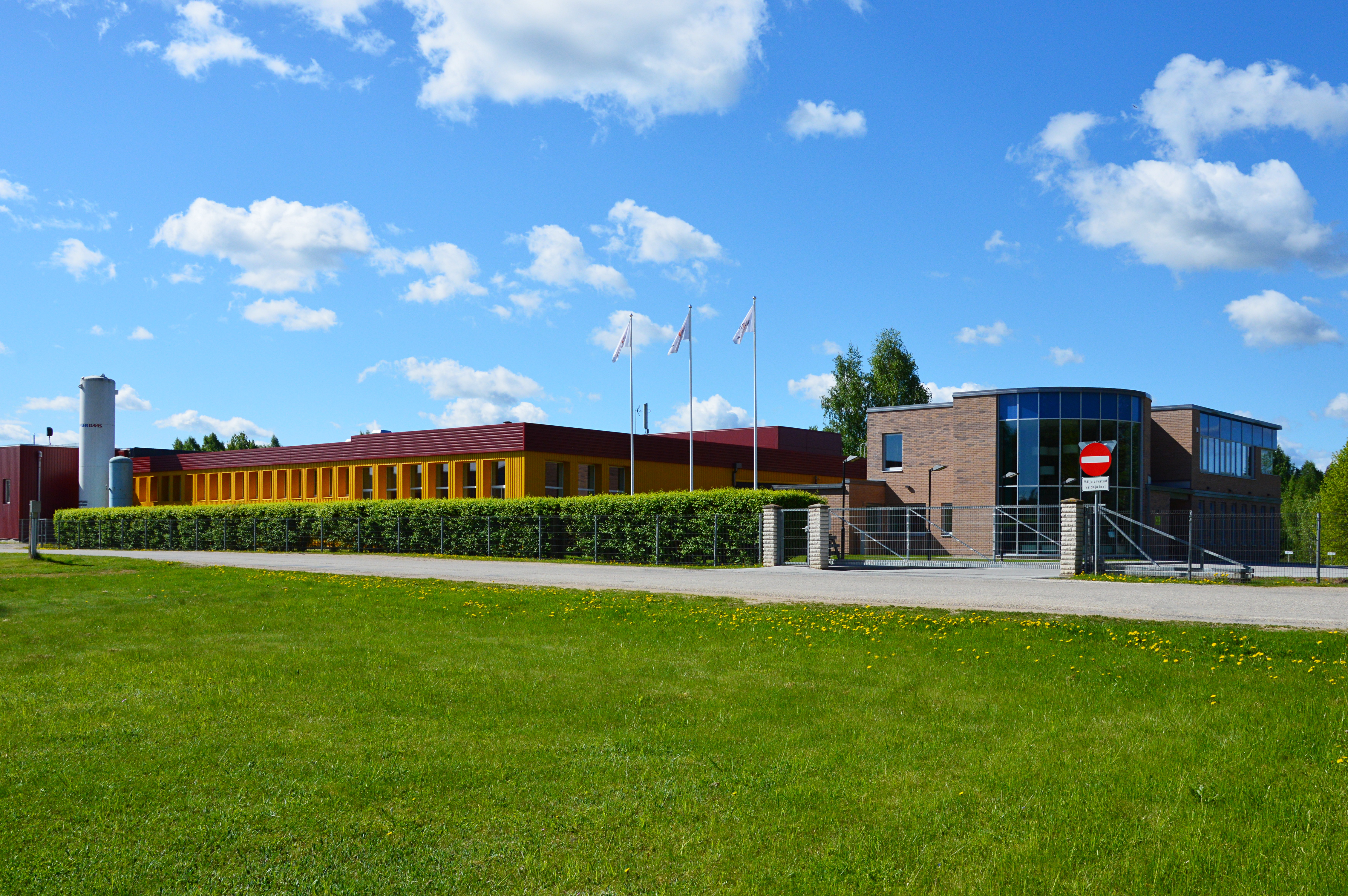
Värska Vesi AS mineral water plant
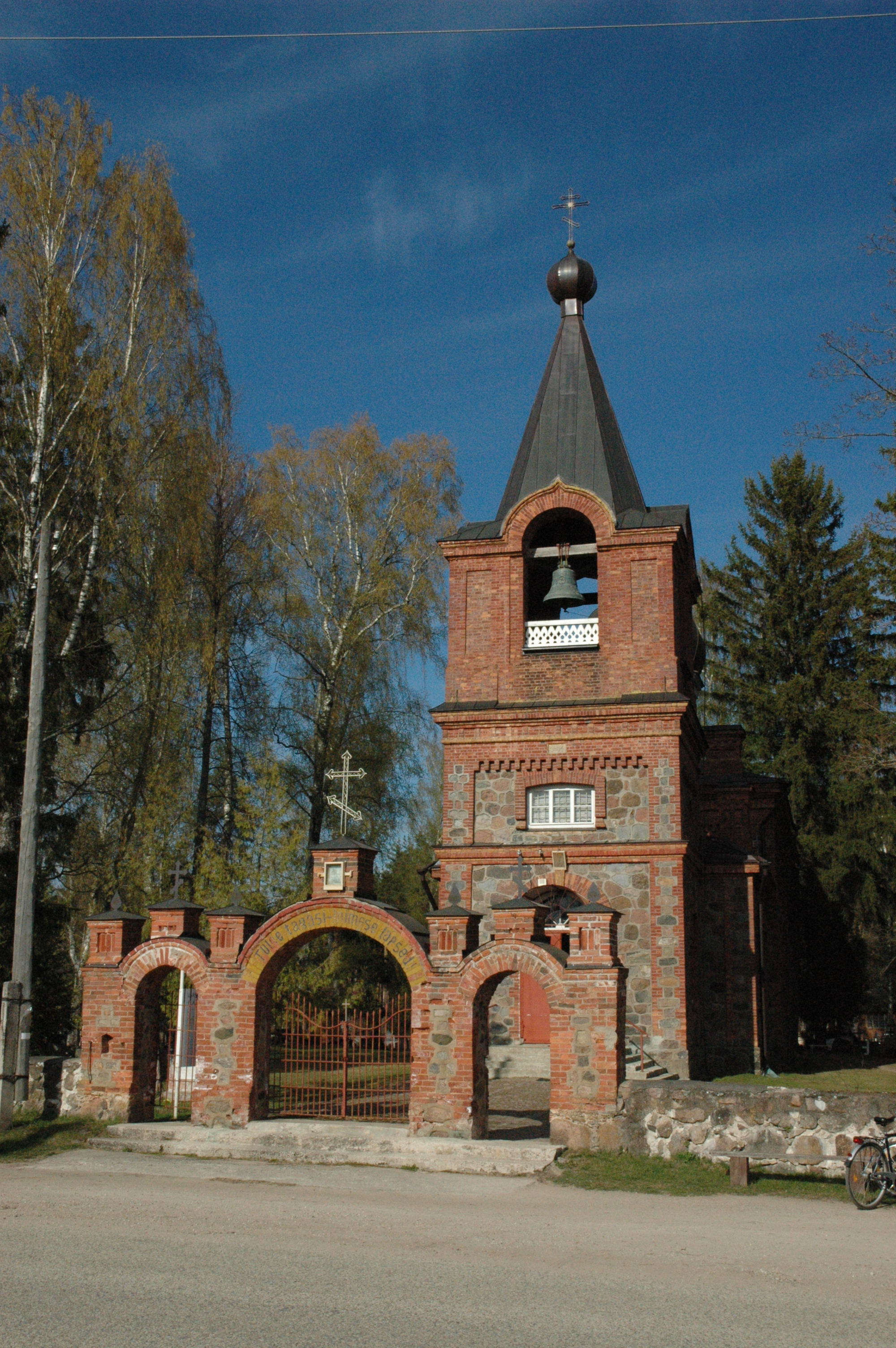
Värska orthodox church
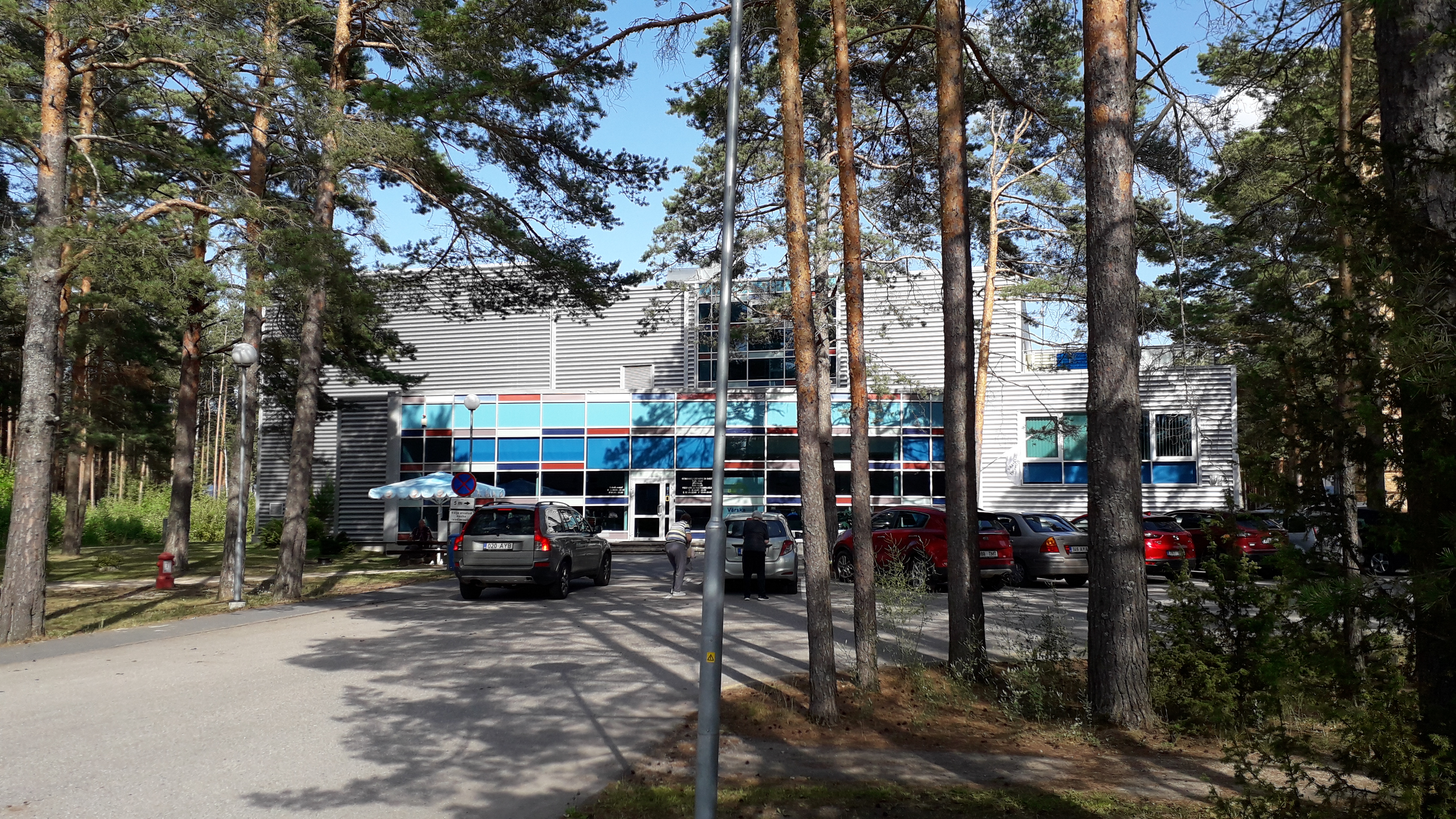
Värska water park